# Сихівська сільська рада
Сихівська сільська рада — орган місцевого самоврядування у Стрийському районі Львівської області. Адміністративний центр — село Сихів.

## Населені пункти
Сільській раді підпорядковані населені пункти:
- с. Сихів

## Склад ради
Рада складається з 12 депутатів та голови.

### Керівний склад попередніх скликань
| ПІБ                        | Основні відомості                                                 | Дата обрання | Дата звільнення |
| -------------------------- | ----------------------------------------------------------------- | ------------ | --------------- |
| Стефанишин Ігор Степанович | Сільський голова, 1951 року народження, безпартійний              | 26.03.2006   | 31.10.2010      |
| Дяків Іван Іванович        | Сільський голова, 1966 року народження, освіта вища, безпартійний | 31.10.2010   |                 |

Примітка: таблиця складена за даними джерела